# Улица Дзержинского (Иркутск)
Улица Дзержи́нского (бывшая Арсена́льская, Гла́вная Арсена́льская, Гра́фа Кута́йсова, Тро́цкого) — улица в Правобережном округе города Иркутска, одна из центральных и старейших улиц города. Расположена в историческом центре между параллельными ей улицами Карла Маркса и Тимирязева, начинается от пересечения с улицей Ленина, заканчивается пересечением с улицей Октябрьской Революции.

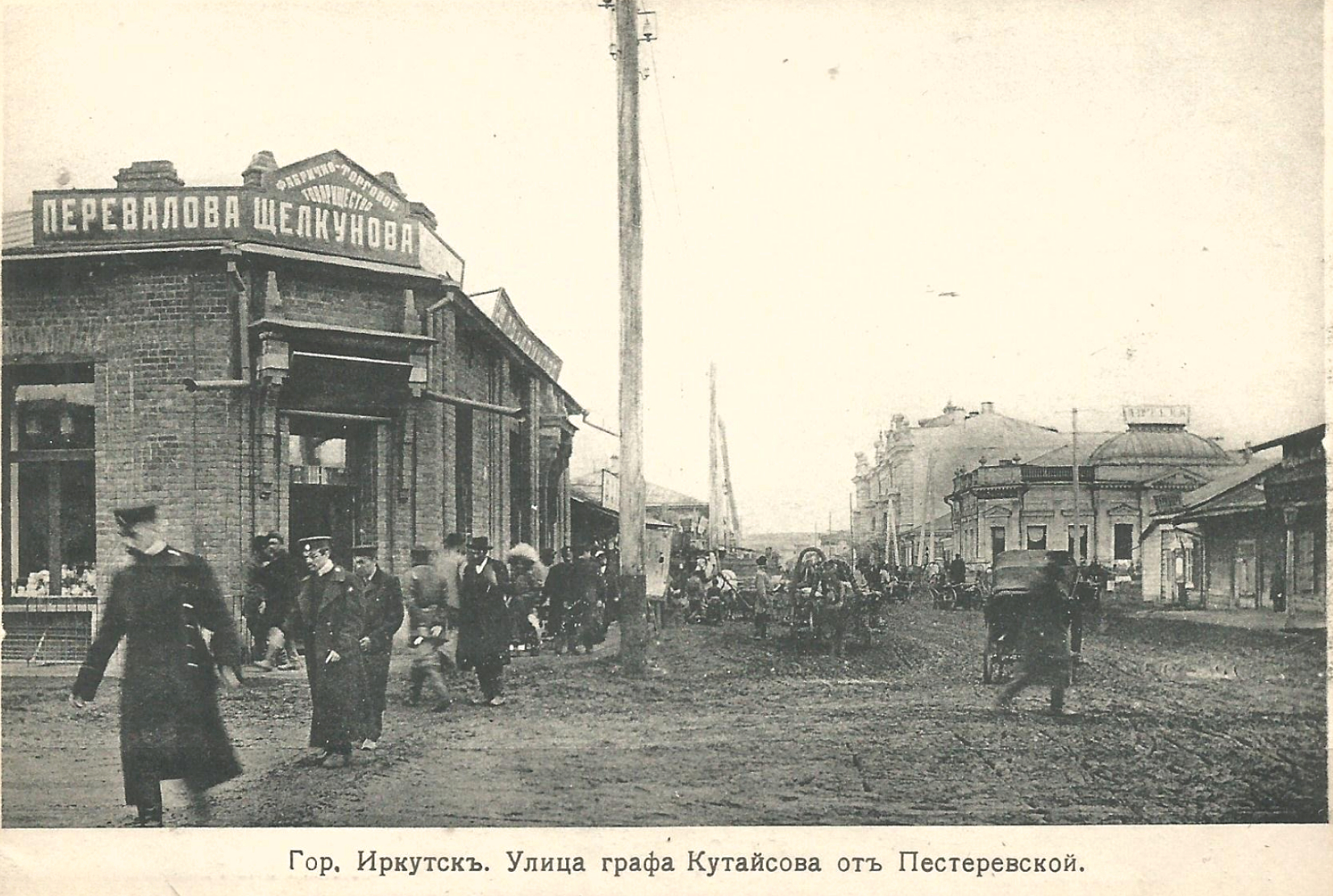
Улица графа Кутайсова от Пестеревской, начало XX века

В 1929 году улица была переименована в улицу Дзержинского.
В 1947 году улица была заасфальтирована.
В 2009 году на улице Дзержинского появились аншлаги с её историческим названием.
В 2013 году на улице Дзержинского началась реконструкция сквера памяти спасателей, в 2014 году в сквере был открыт памятник спасателям.

## Общественный транспорт
Улица Дзержинского является одной из транспортных артерией города, по ней осуществляют движение автобусы и маршрутные такси.

## Здания и сооружения
Чётная сторона
- 12 — Дом литераторов имени М. Д. Сергеева, Иркутское региональное отделение Союза российских писателей[7].